# Harold Preciado
Harold Preciado (Tumaco: 1 de junio de 1994) es un  futbolista colombiano, juega como delantero centro o extremo izquierdo.

## Trayectoria
Comenzó a jugar a los 9 años en una escuela de fútbol llamada Coldeportes, ahí estuvo hasta los 14 años.

### Deportivo Cali
Su debut profesional se produjo en el 2013 con el Deportivo Cali a la edad de 18 años. 
A principios del 2015, regresó de Jaguares de Córdoba luego de su cesión en 2014. Se dio su reconocimiento nacional cuando para el Apertura 2015 empezó siendo figura de su equipo y titular indiscutible compartiendo la tabla de goleadores con su compañero de equipo Rafael Borré. El 13 de marzo le marcó un doblete a Atlético Nacional  en la victoria de su equipo 3-1 por la fecha once siendo la figura de la fecha en el fútbol colombiano. Siendo figura llegó su reconocimiento a Europa y terminando encabezando los goleadores del Apertura con 13 goles en 23 partidos, sería campeón en este torneo siendo su primera liga.
Luego de 4 años en China vistiendo la camiseta de Shenzhen FC, volvería a mitad de 2021 para jugar con el Deportivo Cali el Finalización 2021.

### Jaguares F.C.
Llegaría cedido por un año al conjunto felino para disputar la Primera B 2014, dónde consiguieron el ascenso para la Categoría Primera A en 2015, siendo el goleador del equipo de Montería en el Torneo Apertura de ese año con 18 goles, ganando la final de aquel torneo contra América de Cali con un global de 5-2, y ganando la gran final frente a Deportes Quindío remontándoles 3-2. Para el Torneo Finalización, Harold marcaría 3 goles.

### Shenzhen F.C.
El 1 de febrero de 2017 es confirmado como nuevo jugador del Shenzhen Football Club de la China League One traspasado por 7 millones de euros. El 12 de marzo debuta con un hat-trick en la goleada 6 a 0 sobre el Dalian Transcendence saliendo como la figura del partido. En su segundo partido el 18 de marzo marca doblete en la victoria como visitantes 3 a 1 sobre Lijiang Jiayunhao. Le da la victoria a su club el 8 de julio marcando los dos goles del partido contra Yunnan Lijiang.
En su primer partido del 2018 el 11 de marzo marca gol en el empate a dos goles frente Heilongjiang Lava Spring El 29 de abril marca su primer poker como profesional en la goleada 4 por 1 sobre Shijiazhuang Ever Bright saliendo como la gran figura del partido, siete días después el 5 de mayo le da la victoria a su club 2-1 en su visita al Yanbian Funde marcando los dos goles, vuelve y marca doblete el 30 de mayo en le victoria 3 a 2 sobre Nei Mongol Zhongyou.
El 4 de agosto marca dos goles en el empate a tres goles frente a Liaoning FC. El 19 de septiembre marca su gol 100 como profesional en la victoria 2 por 1 sobre Yanbian Funde. Marca doblete en la victoria como visitantes 3 por 1 contra Meizhou Hakka el 30 de septiembre. El 28 de octubre marca doblete en la goleada 3 por 0 como visitantes contra Shanghai Shenxin, en el último partido de la temporada el 3 de noviembre marca dos goles en el 5-0 sobre Zhejiang Yiteng donde lograrían el ascenso a primera.
Debuta en la Superliga de China 2019 con victoria 3-1 sobre Hebei CFFC anotando uno de los goles, en la segunda fecha marca para el 2-1 contra Tianjin Tianhai, el 5 de mayo marca en el minuto 88 el gol de la victoria 2-1 sobre el Shanghai Shenhua.

### Deportivo Cali
Tras rescindir contrato con el Shenzhen regresó a Colombia y se estuvo acondicionando en las instalaciones del Deportivo Cali y en busca de oportunidades el 10 de julio del 2021 se hace oficial su regreso al Deportivo Cali, hace su debut de su regreso el 17 de julio del 2021 en el partido con Santa Fe por el Torneo Finalización, del que se coronó como máximo goleador con 13 tantos, llevando al Cali a su décima estrella.

### Club Santos Laguna
Tras diversos rumores sobre su futuro el 28 de enero del 2022 es confirmado nuevo jugador del Santos Laguna de la Primera División de México. Su debut con el club santos laguna fue el 6 de febrero de 2022 ante el atlas, marcando un gol al minuto 84 con el que su equipo perdió por marcador de 2-1.'
El 6 de marzo de 2024, el Club Santos Laguna informó que Harold Preciado sería suspendido provisionalmente después de una prueba antidopaje realizada en enero del mismo año.
En Septimebre de 2024, Santos Laguna rescindió el contrato del jugador tras confirmarse que no había superado un control antidopaje. El 7 de marzo de 2025 se le impuso una sanción de tres años por dopaje.

## Selección nacional

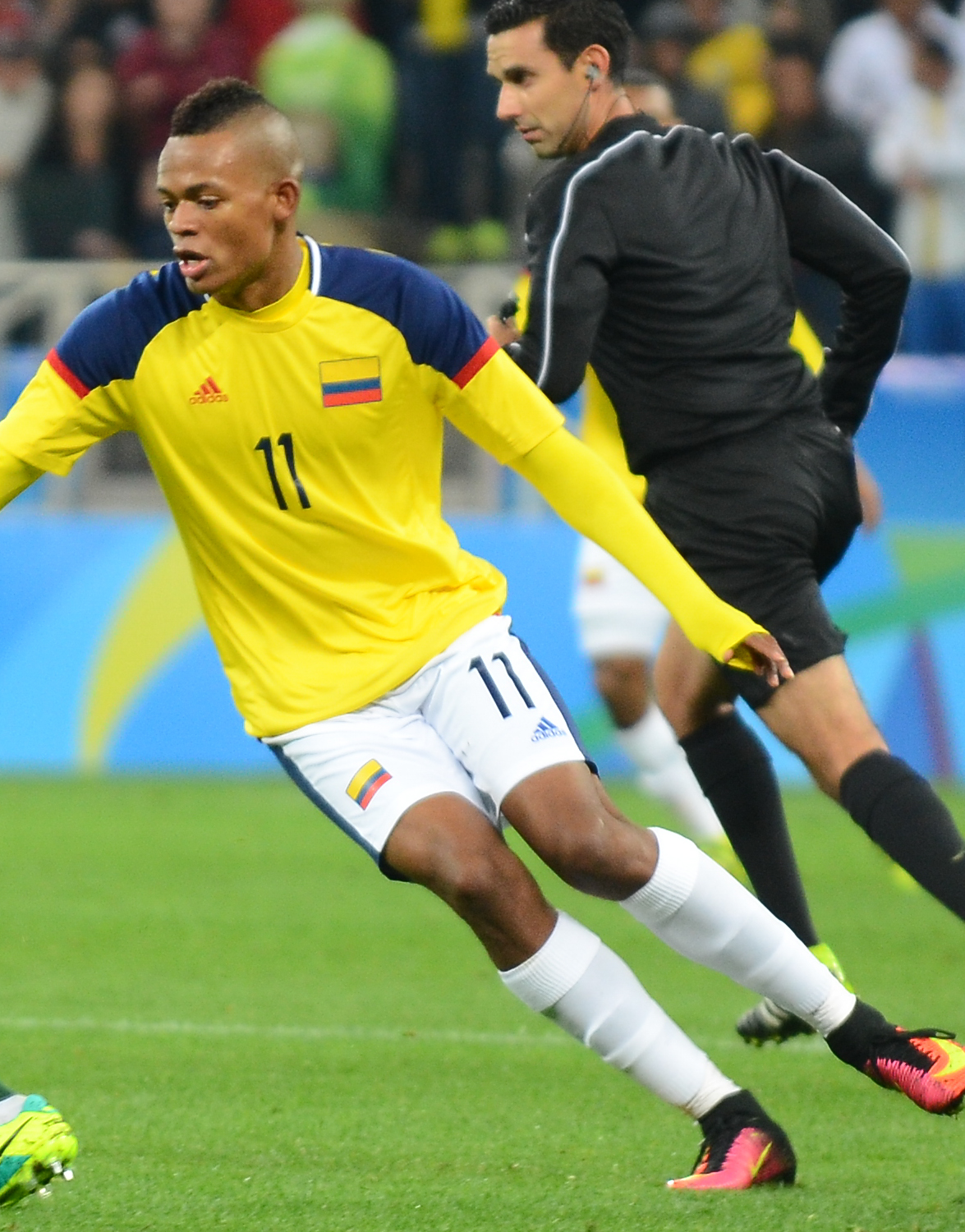
Harold Preciado en los Juegos Olímpicos de 2016.

### Categoría Sub-23
Jugó los Juegos Olímpicos de Río de Janeiro 2016 con la selección de fútbol sub-23 de Colombia en el que llegarían a los cuartos de final donde fueron eliminados por los locales.

#### Participaciones enJuegos Olímpicos
| Torneo                | Categoría | Sede                   | Resultado        | PJ | GA | Asis |
| --------------------- | --------- | ---------------------- | ---------------- | -- | -- | ---- |
| Juegos Olímpicos 2016 | Sub-23    | Río de Janeiro, Brasil | Cuartos de final | 3  | 0  | 1    |

### Categoría mayores
En enero de 2022 fue convocado para un partido amistoso de la selección de fútbol de Colombia contra Honduras en Estados Unidos, donde hace su debut internacional con una asistencia para Juan Fernando Quintero en el primer gol de la victoria 2 por 1 sobre los catrachos.

#### Participaciones enEliminatorias al Mundial
| Eliminatoria                        | Sede del Mundial | Posición      | Resultado | PJ | GA | Asis |
| ----------------------------------- | ---------------- | ------------- | --------- | -- | -- | ---- |
| Eliminatorias Mundial de Catar 2022 | Catar            | 6°lugar 23pts | Eliminado | 2  | 0  | 0    |

## Estadísticas

### Clubes
Actualizado hasta su último partido disputado el 1 de marzo de 2024.
| Club                           | Div.                | Temporada           | Liga  | Liga  | Liga   | Copa Nacional     | Copa Nacional     | Copa Nacional     | Copa Internacional | Copa Internacional | Copa Internacional | Total | Total | Total  | Prom. |
| Club                           | Div.                | Temporada           | Part. | Goles | Asist. | Part.             | Goles             | Asist.            | Part.              | Goles              | Asist.             | Part. | Goles | Asist. | Prom. |
| ------------------------------ | ------------------- | ------------------- | ----- | ----- | ------ | ----------------- | ----------------- | ----------------- | ------------------ | ------------------ | ------------------ | ----- | ----- | ------ | ----- |
| Deportivo Cali · Colombia      | 1.ª                 | 2013                | 1     | 0     | 1      | 5                 | 0                 | 0                 | Sin participación  | Sin participación  | Sin participación  | 6     | 0     | 1      | 0.17  |
| Deportivo Cali · Colombia      | 1.ª                 | 2015                | 46    | 25    | 16     | 4                 | 1                 | 0                 | Sin participación  | Sin participación  | Sin participación  | 50    | 26    | 16     | 0.52  |
| Deportivo Cali · Colombia      | 1.ª                 | 2016                | 28    | 13    | 1      | 4                 | 0                 | 0                 | 3                  | 0                  | 2                  | 35    | 13    | 3      | 0.37  |
| Deportivo Cali · Colombia      | 1.ª                 | 2021                | 23    | 13    | 2      | 4                 | 0                 | 0                 | Sin participación  | Sin participación  | Sin participación  | 27    | 13    | 2      | 0.48  |
| Deportivo Cali · Colombia      | Total club          | Total club          | 98    | 51    | 20     | 17                | 1                 | 0                 | 3                  | 0                  | 2                  | 118   | 52    | 22     | 0.44  |
| Jaguares de Córdoba · Colombia | 2.ª                 | 2014                | 36    | 21    | 0      | 4                 | 1                 | 0                 | Sin participación  | Sin participación  | Sin participación  | 40    | 22    | 0      | 0.55  |
| Jaguares de Córdoba · Colombia | Total club          | Total club          | 36    | 21    | 0      | 4                 | 1                 | 0                 | -                  | -                  | -                  | 40    | 22    | 0      | 0.55  |
| Shenzhen China                 | 2.ª                 | 2017                | 29    | 23    | 2      | Sin participación | Sin participación | Sin participación | Sin participación  | Sin participación  | Sin participación  | 29    | 23    | 2      | 0.79  |
| Shenzhen China                 | 1.ª                 | 2018                | 30    | 24    | 9      | Sin participación | Sin participación | Sin participación | Sin participación  | Sin participación  | Sin participación  | 30    | 24    | 9      | 0.8   |
| Shenzhen China                 | 1.ª                 | 2019                | 25    | 5     | 5      | Sin participación | Sin participación | Sin participación | Sin participación  | Sin participación  | Sin participación  | 25    | 5     | 5      | 0.2   |
| Shenzhen China                 | 1.ª                 | 2020                | 20    | 5     | 5      | 1                 | 0                 | 0                 | Sin participación  | Sin participación  | Sin participación  | 21    | 5     | 5      | 0.24  |
| Shenzhen China                 | Total club          | Total club          | 104   | 57    | 21     | 1                 | 0                 | 0                 | -                  | -                  | -                  | 105   | 57    | 21     | 0.54  |
| Santos Laguna · México         | 1.ª                 | 2022                | 14    | 6     | 1      | Sin participación | Sin participación | Sin participación | 2                  | 0                  | 0                  | 16    | 6     | 1      | 0.38  |
| Santos Laguna · México         | 1.ª                 | 2022-23             | 39    | 15    | 6      | 0                 | 0                 | 0                 | Sin participación  | Sin participación  | Sin participación  | 39    | 15    | 6      | 0.43  |
| Santos Laguna · México         | 1.ª                 | 2023-24             | 25    | 16    | 3      | -                 | -                 | -                 | 2                  | 3                  | -                  | 27    | 19    | 3      | 0.7   |
| Santos Laguna · México         | Total club          | Total club          | 78    | 37    | 10     | 0                 | 0                 | 0                 | 4                  | 3                  | 0                  | 82    | 40    | 10     | 0.49  |
| Total en su carrera            | Total en su carrera | Total en su carrera | 316   | 166   | 51     | 22                | 2                 | 0                 | 7                  | 3                  | 2                  | 345   | 171   | 53     | 0.5   |

### Selección nacional
| Selección      | Año            | Amistosos | Amistosos | Amistosos | Copa América | Copa América | Copa América | Copa Mundial | Copa Mundial | Copa Mundial | Eliminatorias Mundialistas | Eliminatorias Mundialistas | Eliminatorias Mundialistas | Total | Total | Total |
| Selección      | Año            | PJ        | G         | A         | PJ           | G            | A            | PJ           | G            | A            | PJ                         | G                          | A                          | PJ    | G     | A     |
| -------------- | -------------- | --------- | --------- | --------- | ------------ | ------------ | ------------ | ------------ | ------------ | ------------ | -------------------------- | -------------------------- | -------------------------- | ----- | ----- | ----- |
| Sub-23         | 2016           | 0         | 0         | 0         | 0            | 0            | 0            | 3            | 0            | 1            | 0                          | 0                          | 0                          | 3     | 0     | 1     |
| Sub-23         | Total          | --        | --        | --        | --           | --           | --           | 3            | 0            | 1            | --                         | --                         | --                         | 3     | 0     | 1     |
| Colombia       |                |           |           |           |              |              |              |              |              |              |                            |                            |                            |       |       |       |
| 2022           | 1              | 0         | 1         | --        | --           | --           | --           | --           | --           | 2            | 0                          | 0                          | 3                          | --    | 1     |       |
| Total          | 1              | 0         | 1         | --        | --           | --           | --           | --           | --           | 2            | 0                          | 0                          | 3                          | --    | 1     |       |
| Total Colombia | Total Colombia | 1         | 0         | 1         | 0            | 0            | 0            | 3            | 0            | 1            | 2                          | 0                          | 0                          | 6     | 0     | 2     |

### Tripletas
| 1 | 12 de marzo de 2017 | Estadio Shenzhen, Shenzhen | Shenzhen - Dalian Transcendence |  | 6 - 0 | China League One 2017 |
| 2 | 29 de abril de 2018 | Estadio Shenzhen, Shenzhen | Shenzhen - Shijiazhuang Ever    |  | 4 - 1 | China League One 2018 |

## Controversias
En marzo de 2024, fue suspendido del Santos Laguna debido a que salió positivo en una prueba antidopaje.

## Palmarés

### Títulos nacionales
| Título                | Equipo              | País     | Año     |
| --------------------- | ------------------- | -------- | ------- |
| Superliga de Colombia | Deportivo Cali      | Colombia | 2014    |
| Categoría Primera B   | Jaguares de Córdoba | Colombia | 2014    |
| Categoría Primera A   | Deportivo Cali      | Colombia | 2015-I  |
| Categoría Primera A   | Deportivo Cali      | Colombia | 2021-II |

### Distinciones individuales
| Distinción                                                                        | Año  |
| --------------------------------------------------------------------------------- | ---- |
| Botín de oro del Torneo Apertura de la Primera B 2014 con 18 goles                | 2014 |
| Botín de plata del Torneo Apertura de la Primera A 2015 con 13 goles              | 2015 |
| Botín de plata del Torneo Finalización de la Primera A 2015 con 13 goles          | 2015 |
| Premio Altius a Lo Mejor de lo Nuestro en Colombia                                | 2015 |
| Premio Acolfutpro Mejor Delantero en el Once Ideal 2015 en la Categoría Primera A | 2016 |
| Máximo goleador de la Primera Liga China con 23 goles                             | 2017 |
| Botín de oro del Torneo Finalización de la Primera A 2021 con 13 goles            | 2021 |
| Máximo goleador del Torneo Apertura 2023 de la Liga MX con 11 goles               | 2023 |